# Haddock Lobo
Roberto Jorge Haddock Lobo (Cascais, Cascais, 19 de fevereiro de 1817 - Rio de Janeiro, 30 de dezembro de 1869) foi um médico e político brasileiro, nascido no Reino Unido de Portugal, Brasil e Algarves, em Portugal.

## Biografa
Emigrou para o Brasil recém-independente e ingressou na Faculdade de Medicina do Rio de Janeiro em 1834.
Embora se dedicasse ao comércio, continuou a aplicar-se ao estudo da medicina e de vários problemas sociais e de administração. Foi delegado da Inspetoria da Instrução Pública, Juiz de Paz, membro da Academia Imperial de Medicina e da Sociedade Auxiliadora da Indústria Nacional.
Destacou-se por ter realizado a primeira anestesia no país, a nível ainda experimental, a 20 de Maio de 1847, em um estudante da Faculdade de Medicina, de nome Francisco d'Assis Paes Leme.
Organizou, em 1849, o recenseamento do Município Neutro (atual município do Rio de Janeiro).
Eleito vereador pelo Partido Conservador, chegou à presidência da Câmara. Empreendeu diversos melhoramentos na cidade do Rio de Janeiro, como por exemplo, a introdução do calçamento de paralelepípedos. Por essas iniciativas, foi condecorado com a Ordem de Cristo e com a Ordem da Rosa.
Em 1864, publicou o Tombo das Terras Municipais, que se constituiu na base do Patrimônio Municipal.
Foi redator dos Anais Brasilienses de Medicina e colaborador do Arquivo Médico Brasileiro, onde divulgou os avanços da medicina da sua época.

## Principais obras
- Dissertação acerca do Tumor e Fístula Lacrimais
- Necrologia da Cidade do Rio de Janeiro

## Leituras adicionais
- MEIRA, D. G.. Contribuição à História da Anestesia no Brasil: Crônicas. Rio de Janeiro: Guanabara, 1968. p. 92-94.